# Pro Patria Gallaratese G.B. 2008-2009
Questa voce raccoglie le informazioni riguardanti la Pro Patria Gallaratese G.B. nelle competizioni ufficiali della stagione 2008-2009.

## Stagione
Il 26 giugno 2008, a Milano, avviene il passaggio di proprietà tra la Famiglia Vender, e un nuovo gruppo, guidato da Giuseppe Zoppo e il Dott. Roberto Cerboni (che abbandona quasi subito), che scelgono come nuovo allenatore Franco Lerda. Il 31 luglio 2008, in seguito all'esclusione di diverse società tra Serie B ed ex Serie C1, viene ripescata in Prima Divisione (la nuova terza serie). Allenati da Franco Lerda i tigrotti partono con cinque vittorie in fila e disputano un ottimo girone di andata chiuso al primo con 33 punti, 4 di vantaggio sulla Spal.
Il 2 aprile 2009 la società viene dichiarata fallita dal Tribunale di Busto Arsizio per debiti. Il rag. Luca Regalia è nominato curatore fallimentare. Quattro giorni dopo, su provvedimento del Gip di Busto Arsizio, la Guardia di Finanza arresta l'ex patron Giuseppe Zoppo, accusato di bancarotta fraudolenta: dopo aver perso tutti i suoi soci nell'acquisto della società tigrotta, e dopo non essere riuscito a rivenderla a luglio 2008, avrebbe dirottato le sovvenzioni degli sponsor su suoi conti privati, bloccato i pagamenti ai creditori e smesso di versare gli stipendi.
Il 3 giugno 2009, alla terza e ultima udienza utile, la Società "Aurora Pro Patria 1919", guidata dalla famiglia Tesoro, ha acquisito il ramo d'azienda del fallimento, dando così continuità alla storia della Pro Patria. Il tutto mentre la squadra è impegnata nei play-off, per il ritorno in Serie B dopo 43 anni. Il 31 maggio, i biancoblu avevano affrontato nella gara di andata di semifinale Play-off la Reggiana al Giglio, imponendosi (5-4), anche nella gara di ritorno i bustocchi si impongono (3-2).
In finale affronta il Padova, la gara di andata si gioca in Veneto, termina (0-0), il ritorno si gioca allo "Speroni" e basta un pareggio alla Pro Patria per tornare in Serie B. Alla fine del primo tempo i padovani rimangono in dieci uomini per l'espulsione del terzino Di Venanzio per doppia ammonizione, a 10 minuti dal termine Di Nardo segna e nel finale raddoppia. Nei minuti finali Urbano accorcia le distanze, fissando il punteggio sull'(1-2), la Pro Patria resta in Prima Divisione. Il Padova sale in Serie B con il Cesena.
Il 26 giugno la FIGC assegna il titolo sportivo alla nuova società Aurora Pro Patria 1919 S.r.l.
Nella Coppa Italia di Lega Pro nel girone B di qualificazione i bustocchi ottengono solo due pareggi e due sconfitte, nel girone che promuove il Como.

## Divise e sponsor
Lo sponsor tecnico per la stagione 2008-2009 è Legea; sulla maglia vi è come sponsor "Fiora conc. Volkswagen".
La prima maglia resta la classica biancoblu, la seconda maglia è rossa con banda verticale bianca contenente la scritta "Pro Patria".
| 1ª maglia | 2ª maglia |

## Organigramma societario
Area direttiva
- Presidente: Alberto Armiraglio, poi Giuseppe Zoppo, poi Luca Regalia
- Direttore sportivo: Francesco Lamazza
- Segretario generale: Italo Federici
- Segretario: Saverio Granato

Area tecnica
- Allenatore:Franco Lerda
- Secondo allenatore: Giuseppe Manari
- Preparatore atletico: Roberto Milani
- Medico sociale: Gianluca Castiglioni
- Massaggiatore: Mauro Monza

## Rosa
| N. |                                 | Ruolo | Calciatore        |
| -- | ------------------------------- | ----- | ----------------- |
|    | Italia (bandiera)               | P     | Luca Anania       |
|    | Italia (bandiera)               | P     | Andrea Devona     |
|    | Italia (bandiera)               | P     | Marco Giambruno   |
|    | Rep. Ceca (bandiera)            | P     | Radek Petr        |
|    | Gambia (bandiera)               | D     | Simon Barjie      |
|    | Italia (bandiera)               | D     | Lorenzo Cresta    |
|    | Italia (bandiera)               | D     | Stefano Dicuonzo  |
|    | Rep. Ceca (bandiera)            | D     | Jan Jelinek       |
|    | Italia (bandiera)               | D     | Enrico Morello    |
|    | Bosnia ed Erzegovina (bandiera) | D     | Vedin Musić       |
|    | Italia (bandiera)               | D     | Andrea Pisani     |
|    | Italia (bandiera)               | D     | Dario Polverini   |
|    | Italia (bandiera)               | D     | Orlando Urbano    |
|    | Italia (bandiera)               | C     | Mirko Bruccini    |
|    | Italia (bandiera)               | C     | Ignazio Cocchiere |

| N. |                      | Ruolo | Calciatore                  |
| -- | -------------------- | ----- | --------------------------- |
|    | Argentina (bandiera) | C     | Lucas Correa                |
|    | Italia (bandiera)    | C     | Nicola Cosentini            |
|    | Italia (bandiera)    | C     | Domenico Cristiano          |
|    | Italia (bandiera)    | C     | Daniele Dalla Bona          |
|    | Brasile (bandiera)   | C     | Guilherme Raymundo do Prado |
|    | Italia (bandiera)    | C     | Francesco Girillo           |
|    | Italia (bandiera)    | C     | Fabrizio Melara             |
|    | Italia (bandiera)    | C     | Andrea Migliorini           |
|    | Italia (bandiera)    | C     | Giacomo Zappacosta          |
|    | Italia (bandiera)    | A     | Donato Bottone              |
|    | Italia (bandiera)    | A     | Fabrizio Cammarata          |
|    | Italia (bandiera)    | A     | Fabio Cusano                |
|    | Francia (bandiera)   | A     | Mohamed Fofana              |
|    | Italia (bandiera)    | A     | Manolo Mosciaro             |
|    | Brasile (bandiera)   | A     | Robson Machado Toledo       |

## Risultati

### Lega Pro Prima Divisione

#### Girone di andata
| Arbitro: | Tidona (Torino) |

|           |           |  |
| Correa 4’ | Marcatori |  |

| Arbitro: | Del Giovane (Albano Laziale) |

|             |           |                                        |
| Florian 79’ | Marcatori | 19’ Dalla Bona 21’ Fofana 90+2’ Toledo |

| Arbitro: | G. Stefanini (Livorno) |

|                                                            |           |  |
| Correa 45+4’ (rig.) Zappacosta 47’ Bruccini 58’ Fofana 70’ | Marcatori |  |

| Arbitro: | Baratta (Salerno) |

|  |           |            |
|  | Marcatori | 80’ Correa |

| Arbitro: | Barbeno (Brescia) |

|                                  |           |  |
| Correa 24’ Melara 33’ Fofana 66’ | Marcatori |  |

| Arbitro: | Giancola (Vasto) |

|  |           |                         |
|  | Marcatori | 62’ Toledo 90+4’ Fofana |

| Arbitro: | Meli (Parma) |

|                                             |           |                   |
| Saverino 16’ (rig.), 47’ Temelin 89’ (rig.) | Marcatori | 54’ (rig.) Correa |

| Arbitro: | Paparazzo (Catanzaro) |

|  |           |            |
|  | Marcatori | 89’ Rubino |

| Arbitro: | Pecorelli (Arezzo) |

|                                                                           |           |                   |
| Chiecchi 23’ Pintori 30’ L. Scaglia 45+1’ Dal Rio 63’ (rig.) D'Attoma 88’ | Marcatori | 25’ (rig.) Correa |

| Arbitro: | Liotta (Caltanissetta) |

|              |           |                  |
| Mosciaro 81’ | Marcatori | 28’ (rig.) Campi |

| Arbitro: | Nasca (Bari) |

|                                         |           |           |
| Toledo 30’ Correa 53’ (rig.) Fofana 69’ | Marcatori | 62’ Motta |

| Ferrara 16 novembre 2008 12ª giornata | SPAL                           | 0 – 0 | Pro Patria | Stadio Paolo Mazza\| Arbitro: \| Corletto (Castelfranco Veneto) \| |
| Arbitro:                              | Corletto (Castelfranco Veneto) |       |            |                                                                    |

| Busto Arsizio 23 novembre 2008 13ª giornata | Pro Patria        | 0 – 0 | Verona | Stadio Carlo Speroni\| Arbitro: \| Viti (Campobasso) \| |
| Arbitro:                                    | Viti (Campobasso) |       |        |                                                         |

| Arbitro: | Bergher (Rovigo) |

|            |           |  |
| Zizzari 9’ | Marcatori |  |

| Arbitro: | Vivenzi (Brescia) |

|                                                |           |  |
| Mosciaro 20’, 59’ Fofana 27’ (rig.) Toledo 51’ | Marcatori |  |

| Arbitro: | Zanichelli (Genova) |

|  |           |                                 |
|  | Marcatori | 6’ Toledo 11’ Fofana 26’ Melara |

| Arbitro: | Palazzino (Ciampino) |

|                                |           |              |
| Correa 2’ (rig.), 90+1’ (rig.) | Marcatori | 35’ Di Nardo |

#### Girone di ritorno
| Arbitro: | Barbiero (Vicenza) |

|             |           |            |
| Carlini 78’ | Marcatori | 29’ Toledo |

| Arbitro: | Carbone (Napoli) |

|  |           |             |
|  | Marcatori | 35’ Martini |

| Arbitro: | Giancola (Vasto) |

|           |           |            |
| Bacis 83’ | Marcatori | 37’ Toledo |

| Arbitro: | Donati (Ravenna) |

|                         |           |  |
| Do Prado 53’ Fofana 59’ | Marcatori |  |

| Arbitro: | D'Alesio (Forlì) |

|                         |           |               |
| Tarallo 41’, 80’ (rig.) | Marcatori | 66’ Cristiano |

| Arbitro: | Bagalini (Fermo) |

|                                     |           |  |
| Correa 25’ Do Prado 45+1’ Music 74’ | Marcatori |  |

| Arbitro: | Del Giovane (Albano Laziale) |

|                        |           |                                       |
| Urbano 7’ Do Prado 48’ | Marcatori | 27’ (rig.) Saverino 33’ Vitofrancesco |

| Arbitro: | Viti (Campobasso) |

|                        |           |              |
| Rubino 42’ Bertani 80’ | Marcatori | 40’ Do Prado |

| Arbitro: | Lupo (Matera) |

|                        |           |  |
| Fofana 24’ (rig.), 37’ | Marcatori |  |

| Arbitro: | G. Stefanini (Livorno) |

|  |           |                                |
|  | Marcatori | 50’ Urbano 82’ (rig.) Do Prado |

| Cesena 6 aprile 2009 28ª giornata | Cesena           | 0 – 0 | Pro Patria | Stadio Dino Manuzzi\| Arbitro: \| Giancola (Vasto) \| |
| Arbitro:                          | Giancola (Vasto) |       |            |                                                       |

| Arbitro: | Guida (Torre Annunziata) |

|                                    |           |            |
| Toledo 44’ Fofana 55’ Do Prado 62’ | Marcatori | 64’ Ghetti |

| Verona 19 aprile 2009 30ª giornata | Verona                         | 0 – 0 | Pro Patria | Stadio Marcantonio Bentegodi\| Arbitro: \| Corletto (Castelfranco Veneto) \| |
| Arbitro:                           | Corletto (Castelfranco Veneto) |       |            |                                                                              |

| Arbitro: | Gallione (Alessandria) |

|           |           |                          |
| Correa 9’ | Marcatori | 24’ Zizzari 66’ Ferrario |

| Arbitro: | Massa (Imperia) |

|  |           |              |
|  | Marcatori | 39’ Do Prado |

| Arbitro: | La Mura (Nocera Inferiore) |

|            |           |                 |
| Correa 68’ | Marcatori | 90+3’ Cammarata |

| Padova 17 maggio 2009 34ª giornata | Padova       | 0 – 0 | Pro Patria | Stadio Euganeo\| Arbitro: \| Nasca (Bari) \| |
| Arbitro:                           | Nasca (Bari) |       |            |                                              |

### Play-off

#### Semifinali
| Arbitro: | Guida (Torre Annunziata) |

|                                               |           |                                                          |
| Alessi 24’ Maschio 30’ Ingari 35’ Stefani 72’ | Marcatori | 38’, 66’, 90’ (rig.) Do Prado 42’ Mosciano 61’ Cristiano |

| Arbitro: | Liotta (Caltanissetta) |

|                                          |           |                        |
| Dalla Bona 38’ Toledo 48’ Do Prado 90+1’ | Marcatori | 15’ Ingari 29’ Stefani |

#### Finali
| Padova 14 giugno 2009 Finale Play-off | Padova        | 0 – 0 | Pro Patria | Stadio Euganeo\| Arbitro: \| Doveri (Roma) \| |
| Arbitro:                              | Doveri (Roma) |       |            |                                               |

| Arbitro: | Nasca (Bari) |

|            |           |                   |
| Urbano 88’ | Marcatori | 79’, 83’ Di Nardo |

### Coppa Italia Lega Pro

#### Girone B
| Busto Arsizio 17 agosto 2008 1ª giornata | Pro Patria       | 0 – 0 | Varese | Stadio Carlo Speroni\| Arbitro: \| Ostinelli (Como) \| |
| Arbitro:                                 | Ostinelli (Como) |       |        |                                                        |

| Arbitro: | Romani (Modena) |

|                                             |           |                                |
| Fogacci 11’ De Vincenziis 28’ Brighenti 90’ | Marcatori | 62’ Bruccini 76’ (rig.) Correa |

| Busto Arsizio 24 agosto 2008 3ª giornata | Pro Patria             | 0 – 0 | Solbiatese | Stadio Carlo Speroni\| Arbitro: \| Gallione (Alessandria) \| |
| Arbitro:                                 | Gallione (Alessandria) |       |            |                                                              |

| Arbitro: | Penno (Nichelino) |

|                                     |           |  |
| Guazzo 7’ Facchetti 39’ (rig.), 68’ | Marcatori |  |

| 3 settembre 2008 5ª giornata |  | – Turno di riposo Pro Patria |  |  |

## Statistiche

### Statistiche di squadra
| Competizione                        | Punti | In casa | In casa | In casa | In casa | In casa | In casa | In trasferta | In trasferta | In trasferta | In trasferta | In trasferta | In trasferta | Totale | Totale | Totale | Totale | Totale | Totale | DR  |
| Competizione                        | Punti | G       | V       | N       | P       | Gf      | Gs      | G            | V            | N            | P            | Gf           | Gs           | G      | V      | N      | P      | Gf     | Gs     | DR  |
| ----------------------------------- | ----- | ------- | ------- | ------- | ------- | ------- | ------- | ------------ | ------------ | ------------ | ------------ | ------------ | ------------ | ------ | ------ | ------ | ------ | ------ | ------ | --- |
| Lega Pro Prima Divisione - Girone A | 58    | 17      | 10      | 4       | 3       | 32      | 11      | 17           | 6            | 6            | 5            | 18           | 16           | 34     | 16     | 10     | 8      | 50     | 27     | +23 |
| Lega Pro Prima Divisione - Playoff  | -     | 2       | 1       | 0       | 1       | 4       | 4       | 2            | 1            | 1            | 0            | 5            | 4            | 4      | 2      | 1      | 1      | 9      | 8      | +1  |
| Coppa Italia Lega Pro               | -     | 2       | 0       | 2       | 0       | 0       | 0       | 2            | 0            | 0            | 2            | 2            | 6            | 4      | 0      | 2      | 2      | 2      | 6      | -4  |
| Totale                              | -     | 21      | 11      | 6       | 4       | 36      | 15      | 21           | 7            | 7            | 7            | 25           | 26           | 42     | 18     | 13     | 11     | 61     | 41     | +20 |